# Войнилово (Могилёвская область)
Войни́лово (бел. Вайні́лава) — деревня в составе Ясенского сельсовета Осиповичского района Могилёвской области Республики Беларусь.

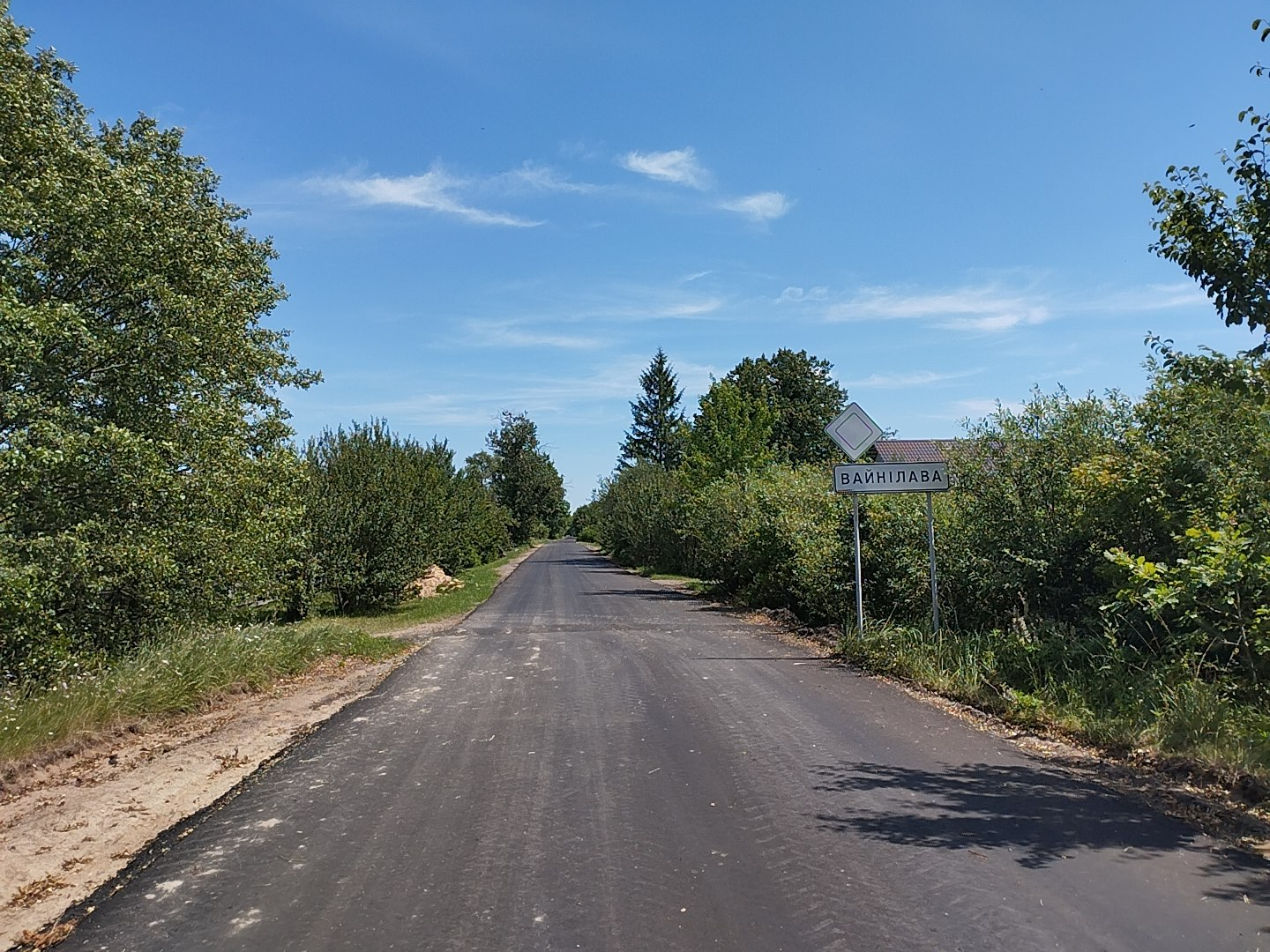
Въезд в деревню со стороны трассы М5

## Этимология
В основе названия лежит распространённая в Беларуси фамилия, производная от основы война или от литовского глагола vainôti со значением «поносить», «бранить».

## Географическое положение
Деревня расположена в 27 км на юго-восток от Осиповичей и в 3 км от ж/д станции Ясень, в 106 км от Могилёва, недалеко от автодороги Минск — Бобруйск. Через деревню пролегает улица под названием "Солнечная", по обеим сторонам застроенная деревянными домами.

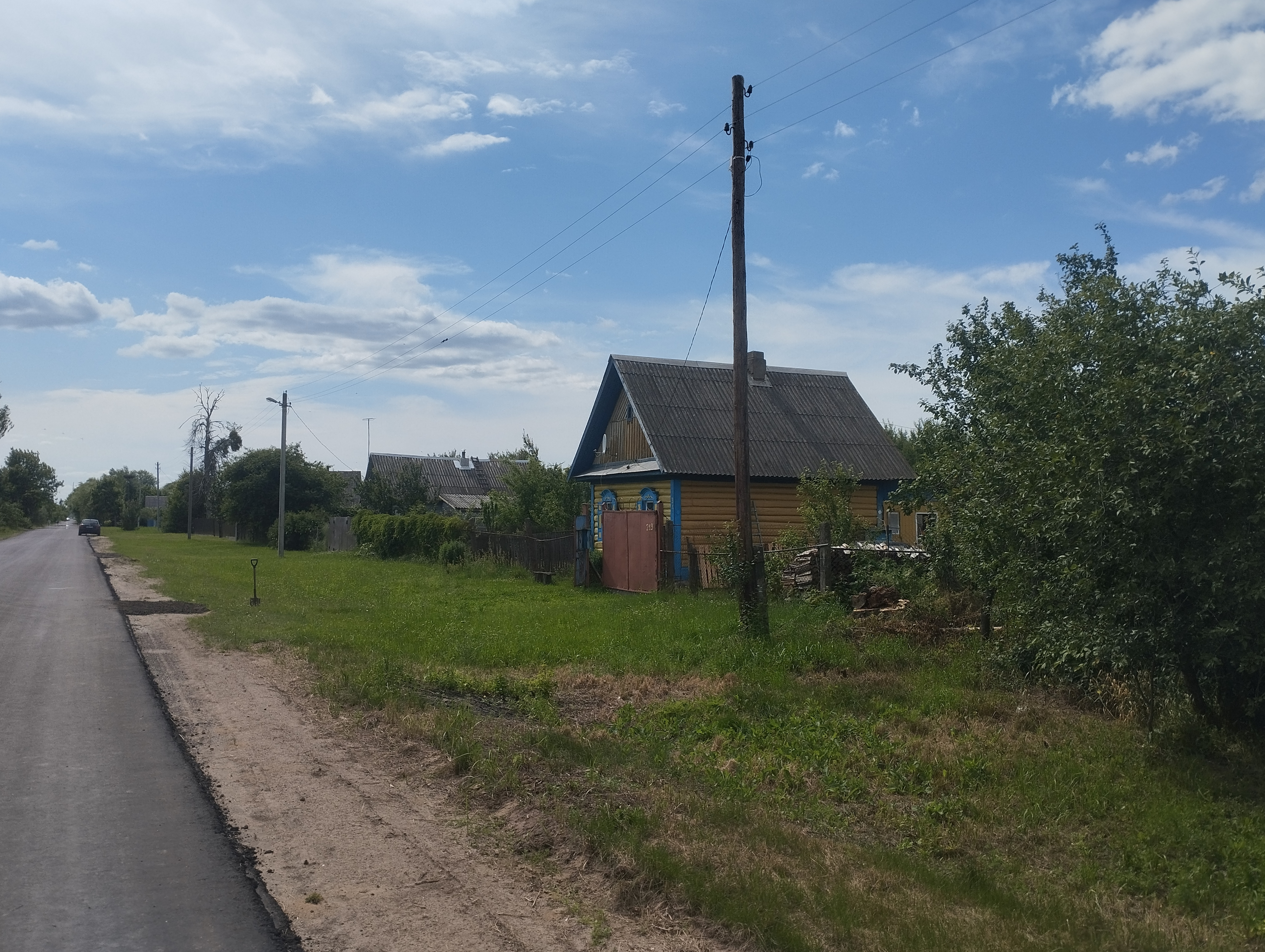
Единственная улица пролегающая вдоль всей деревни

## История
В 1897 году эта деревня представляло собой одноимённое урочище в Свислочской волости Бобруйского уезда Минской губернии с 26 жителями и 3 дворами. В 1907 году Войнилово упоминалось с 47 жителями и 8 дворами. В колхоз жители вступили в 1931 году.
Во время Великой Отечественной войны Войнилово было оккупировано немецко-фашистскими войсками с конца июня 1941 года по 29 июня 1944 года. На фронте погибли 25 жителей.

## Население
- 1897 год — 26 человек, 3 двора[5]
- 1907 год — 47 человек, 8 дворов[5]
- 1959 год — 154 человека[5]
- 1970 год — 108 человек[5]
- 1986 год — 60 человек, 39 хозяйств[5]
- 2002 год — 30 человек, 21 хозяйство[5]
- 2007 год — 24 человека, 15 хозяйств[1]

## Достопримечательности

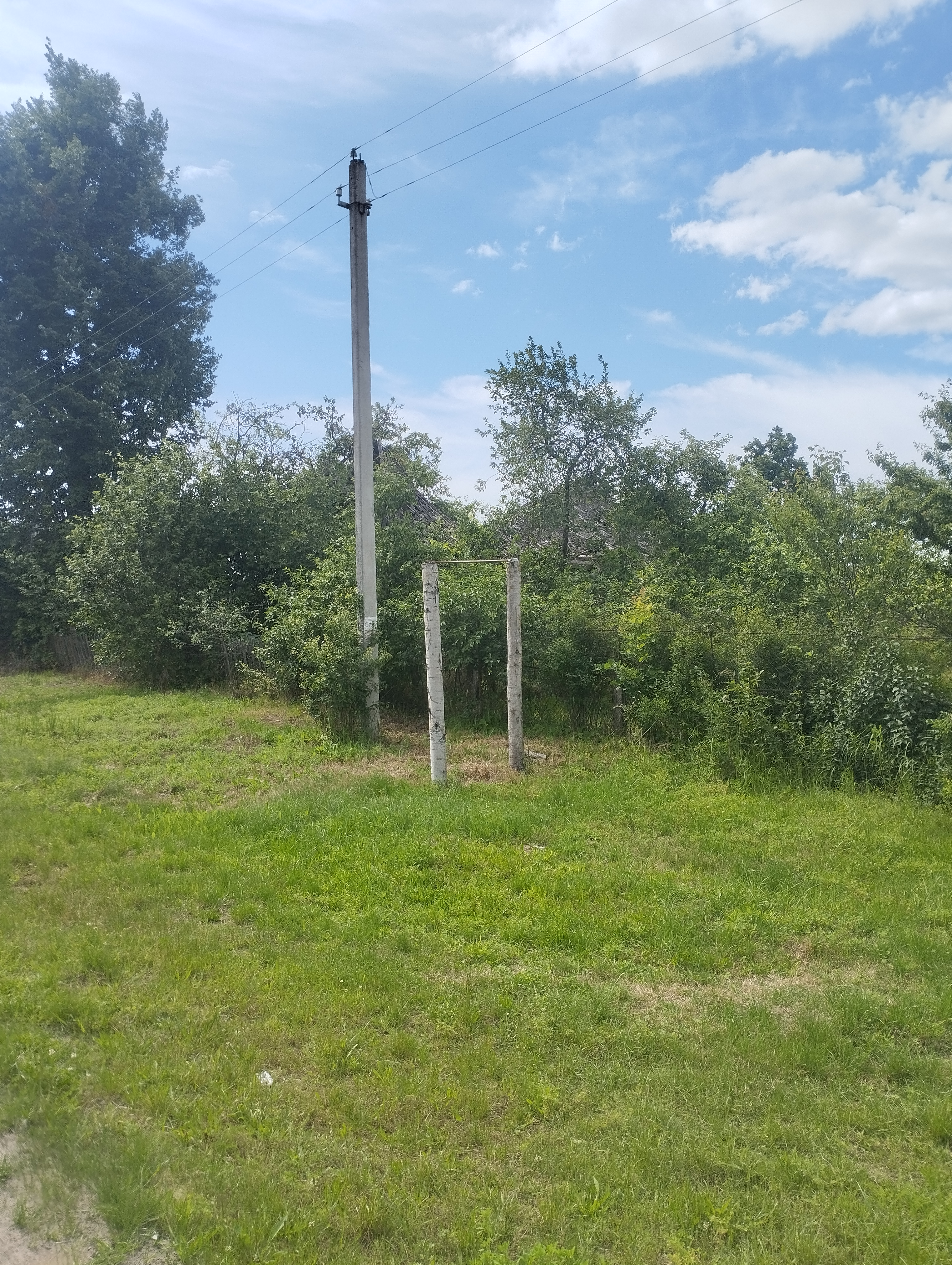

Турник, который в свое время пользовался популярностью у молодежи, которая приезжала в деревню в гости к родным.

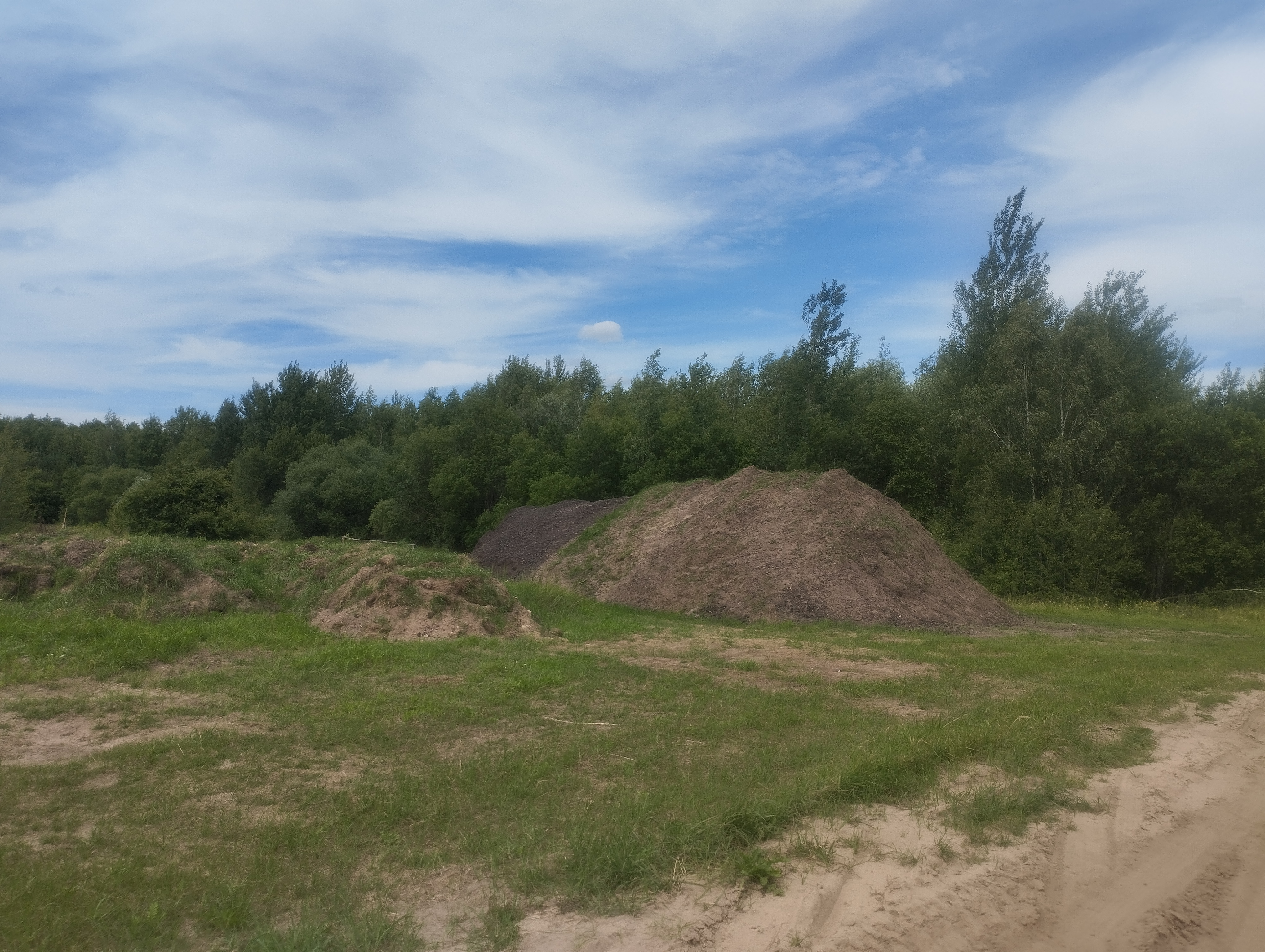

Гора асфальта на окраине деревни. В мае 2025 года в деревне положили новый асфальт, а старый вывезли на окраину.

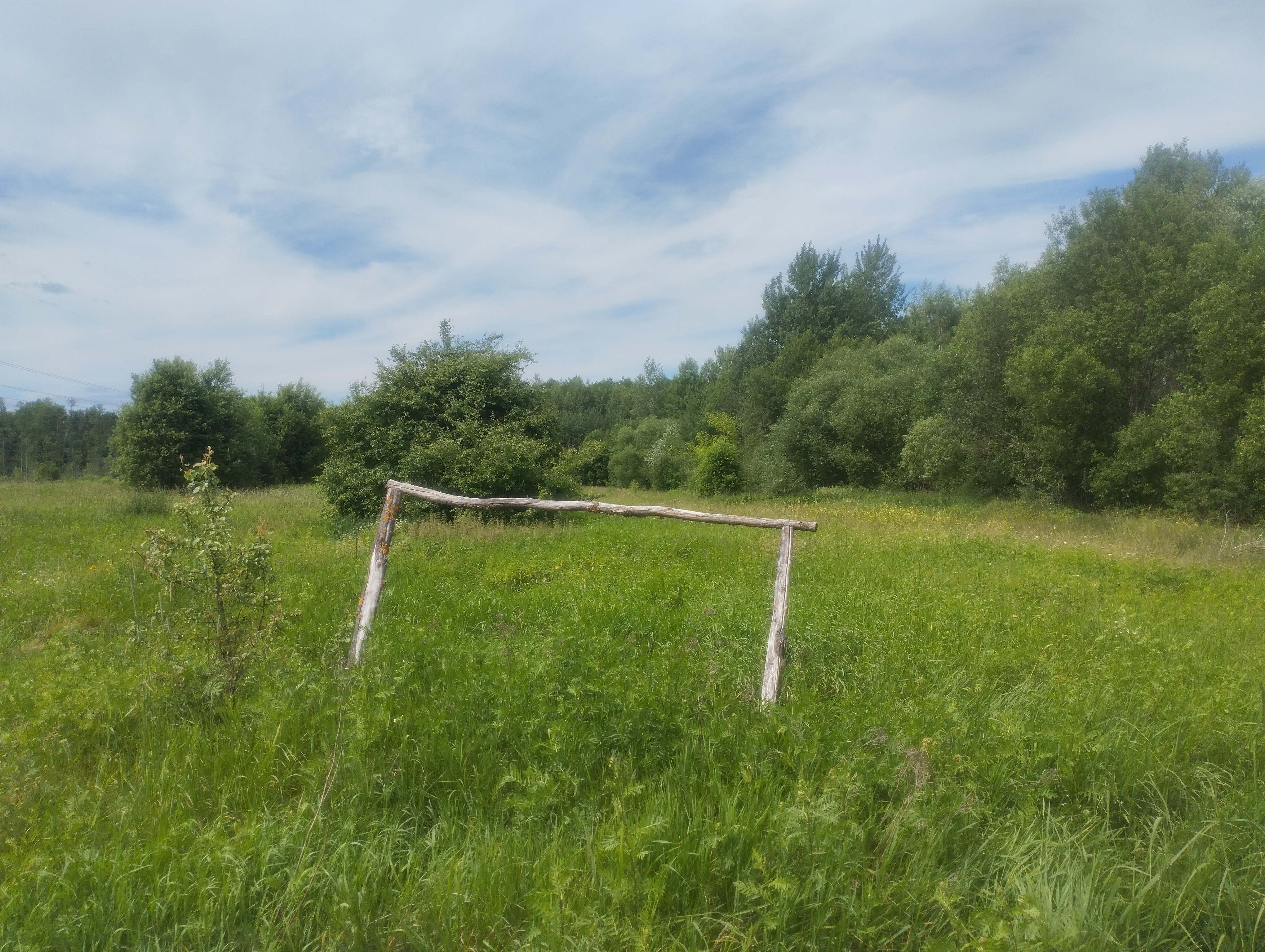

Ворота для футбола, построенные в свое время детьми на окраине деревни. Сейчас ворота пришли в ветхое состояние и заросли травой.

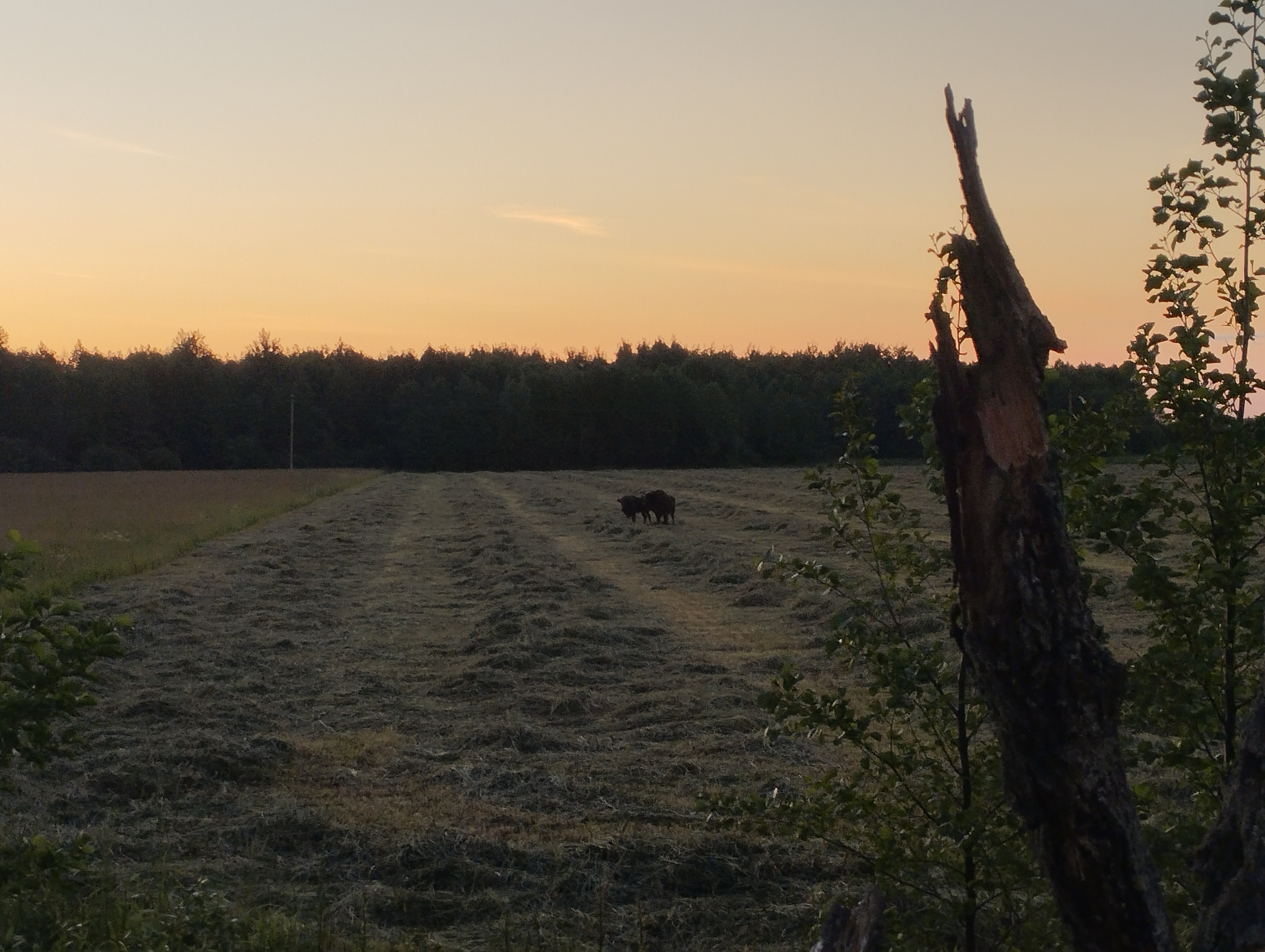

Зубры, которые часто пасутся возле деревни, вдоль трассы М5. Многие автомобилисты останавливаются, чтобы посмотреть на данное зрелище.

## Комментарии
1. ↑  Название и ударение даны по: Назвы населеных пунктаў Рэспублікі Беларусь: Магілёўская вобласць: нарматыўны даведнік / І. А. Гапоненка і інш.; пад рэд. В. П. Лемцюговай. — Минск: Тэхналогія, 2007. — С. 68. — 406 с. — ISBN 978-985-458-159-0.